# Carl Davidsson
Carl August Davidsson, född den 11 juli 1899 i Everöds församling, Kristianstads län, död den 1 januari 1972 i Malmö, var en svensk jurist.
Davidsson avlade studentexamen i Lund 1917, var banktjänsteman 1918–1919 och avlade juris kandidatexamen vid Lunds universitet 1923. Efter genomförd tingstjänstgöring 1924–1926 var han fiskal och assessor i Skånska hovrätten 1927–1935, tillförordnad häradshövding i Bräkne domsaga 1932–1933, tillförordnad revisionssekreterare 1935–1937, hovrättsråd och revisionssekreterare 1937–1942 samt häradshövding i Östra Göinge domsaga 1942–1966. Davidsson hade lagstiftningsuppdrag i socialdepartementet 1937–1941 och var ordförande i Kristianstads läns nykterhetsnämnd 1943–1962. Han publicerade Svensk livsmedelslagstiftning (1938). Davidsson blev riddare av Nordstjärneorden 1940 och kommendör av samma orden 1955. Han vilar i minneslund på Limhamns kyrkogård.